# 馬哈拉克海崖

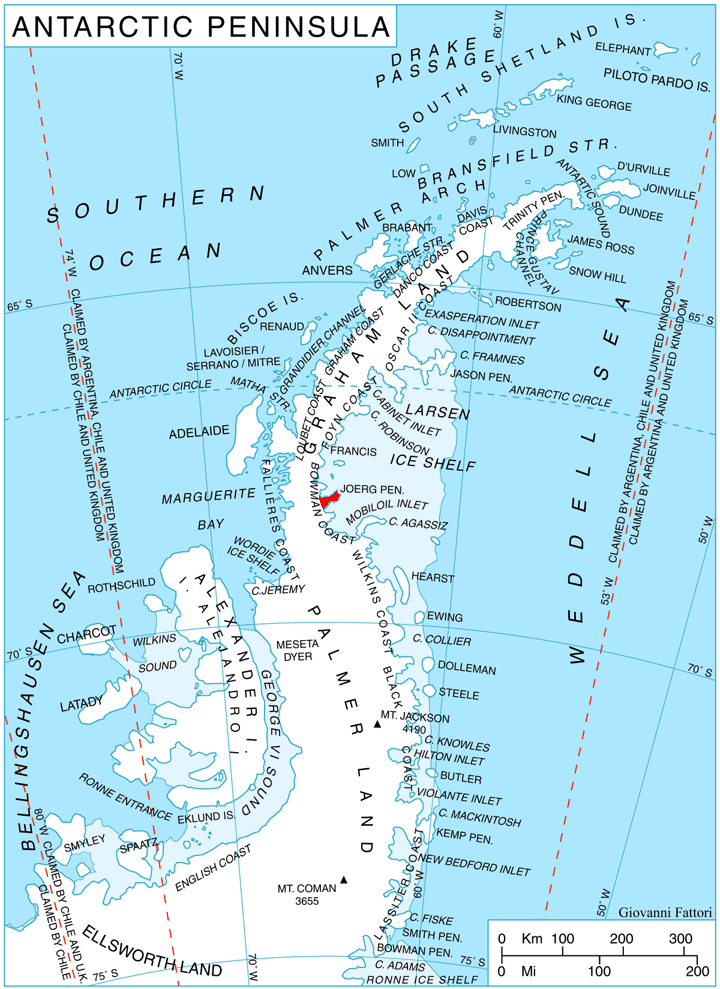

68°17′S 65°23′W / 68.283°S 65.383°W
馬哈拉克海崖（英語：Mahalak Bluffs），是南極洲的海崖，位於葛拉漢地的鮑曼海岸，處於羅比拉德冰川以東的索爾伯格灣北部，屬於焦格半島的一部分，長4公里，海拔高度約500米，現時由南極條約體系管理。